# موزه ارمیتاژ

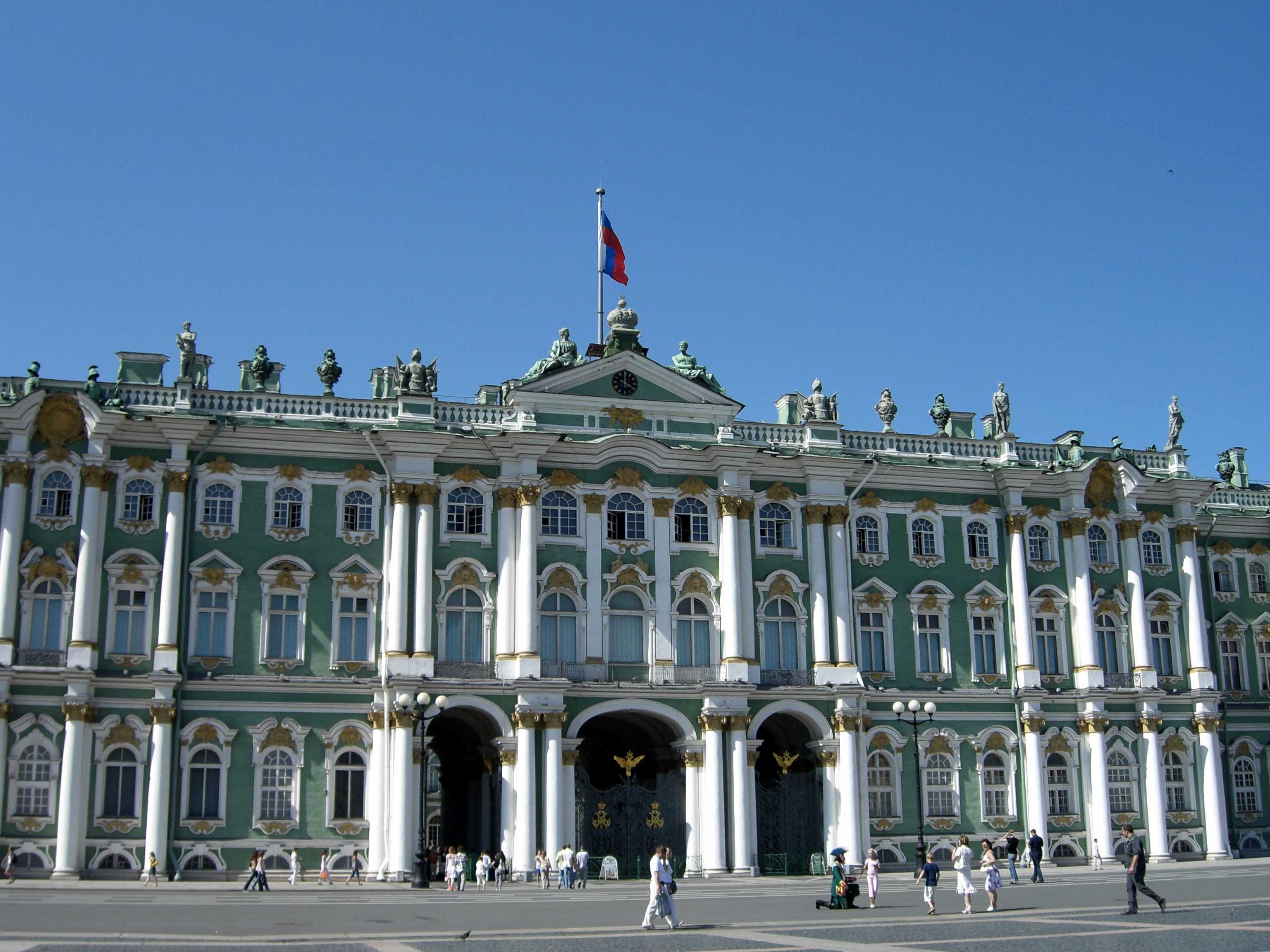
کاخ زمستانی موزه ارمیتاژ

موزه اِرمیتاژ، آرمیتاژ یا هِرمیتاژ (به روسی: Госуда́рственный Эрмита́ж) واقع در سن پترزبورگ روسیه، با ۳ میلیون اثر هنری (که البته همه به‌طور هم‌زمان نمایش داده نمی‌شوند)، یکی از بزرگ‌ترین موزه‌های جهان و از قدیمی‌ترین موزه‌های هنری و موزه‌های تاریخ و فرهنگ بشری در جهان است.
مجموعهٔ عظیم ارمیتاژ در چهار بنا به نمایش گذاشته شده‌است. بنای اصلی، کاخ زمستانی نام دارد و در گذشته محل سکونت رسمی تزارهای روسیه بوده‌است. موزهٔ ارمیتاژ شعبه‌هایی بین‌المللی در آمستردام، لندن و لاس وگاس نیز دارد. از جمله هنرمندانی که آثارشان نقاط قوت مجموعهٔ هنر غرب در موزهٔ ارمیتاژ هستند، می‌توان به میکل‌آنژ، لئوناردو دا وینچی، پیتر پل روبنس، آنتونی فان دیک، رامبرانت، آگوست رودن، کلود مونه، پل سزان، ونسان ون گوگ، پل گوگن و پابلو پیکاسو اشاره کرد.
البته این موزه مجموعه آثار متعددی دارد که از جملهٔ آن‌ها می‌توان به نشان‌ها، لباس‌ها و جواهرات سلطنتی، مجموعهٔ متنوعی از جواهرات ساختهٔ فابرژه و بزرگترین کلکسیون موجود در جهان از طلای باستانی متعلق به اروپای شرقی و آسیای غربی اشاره کرد.

## پیدایش موزه
در سال ۱۷۶۴، کاترین کبیر با خرید بیش از دویست نقاشی در اروپا، جمع‌آوری این مجموعهٔ مشهور را آغاز کرد. سفرای روس در پایتخت‌های بیگانه مأمور یافتن بهترین مجموعه‌های هنری ارائه شده برای فروش [مانند مجموعه‌های برول سیاست‌مدار ایالت زاکسن آلمان، کروزا، کلکسیونر فرانسوی و نگارخانه والپول در انگلستان] بودند. کاترین کبیر؛ نگارخانهٔ خود را «گوشهٔ عزلت یا خلوتگاه» خود (my hermitage) می‌نامید، زیرا تنها افرادی انگشت‌شمار اجازهٔ ورود و تماشای آثار موجود در آن را به‌دست می‌آوردند.
او در یکی از نامه‌های خود با تاسف چنین گفته‌است: «تنها من و موش‌ها می‌توانیم تمام این [زیبایی‌ها] را تحسین کنیم.» کاترین تئاتر خصوصی خود را که طی سال‌های ۱۷۸۳–۱۷۸۷ در نزدیکی گالری ساخته شده بود، نیز ارمیتاژ می‌نامید.
امپراتریس الیزابت، طی حکمی در سال ۱۷۴۵، دستور داد که از آن پس گربه‌ها، گنجینهٔ موزهٔ ارمیتاژ را در برابر موش‌ها محافظت کنند.
تقریبا هفتاد گربه در زیرزمین‌های موزه ساکن هستند که هرکدام دارای گذرنامه و کتاب دامپزشکی خود می‌باشند. سه داوطلب به صورت تمام وقت مسئول نگهداری و مراقبت از گربه های موزه هرمیتاژ هستند.

## نام گذاری
(هرمیت) یعنی خانه مسکونی گوشه نشین؛ این کلمه برگرفته از (ermit) فرانسوی به معنی گوشه‌گیر، (ermita) لاتین و (termites) یونانی می‌باشد و به معنی افرادی است که تنها زندگی می‌کنند. همان‌طور که در ابتدا اشاره شد، نامگذاری این ساختمان به دلیل خصوصی (کاترین کبیر) بودنش بود و افراد کمی اجازه بازدید از آن را داشتند.

## گسترش در سدهٔ نوزدهم
به تدریج، کلکسیون‌های سلطنتی با آثار باستانی و فرهنگی یونان و سیت که در طی حفاری‌های انجام شده در پرشچپینا، دره پازیریک و دیگر مقابر باستانی که در جنوب روسیه یافته شده بود، غنی‌تر شد. به این ترتیب ایجاد یکی از غنی‌ترین مجموعه‌های طلای باستانی آغاز شد. این مجموعه اکنون شامل بخش قابل توجهی از گنج‌های تروا است که توسط هاینریش اشلایمن کشف و از زیر خاک خارج شد و در سال ۱۹۴۵ توسط ارتش سرخ از موزهٔ برلین ضبط شد.
تزار نیکولاس اول برای جای دادن مجموعهٔ در حال توسعهٔ عتیقه‌جات یونان، روم و مصر از معمار سبک نئوکلاسیک آلمانی به نام لیو فون کلنز خواست تا بنای موزهٔ عمومی را طراحی کند. این بنا که در سال ۱۸۵۲ برای بازدید عموم گشوده شد، به احتمال بسیار اولین گالری در اروپای شرقی است که از ابتدا به همین قصد طراحی و ساخته شده‌است.
همچنان که تزارهای روس به توسعهٔ مجموعهٔ هنری خود مشغول بودند، آثار متعددی از داوینچی، یان ون ایک و رافائل در ایتالیا خریداری شدند. بزرگترین مجموعه آثار رامبرانت در جهان نیز متعلق به موزهٔ ارمیتاژ است.

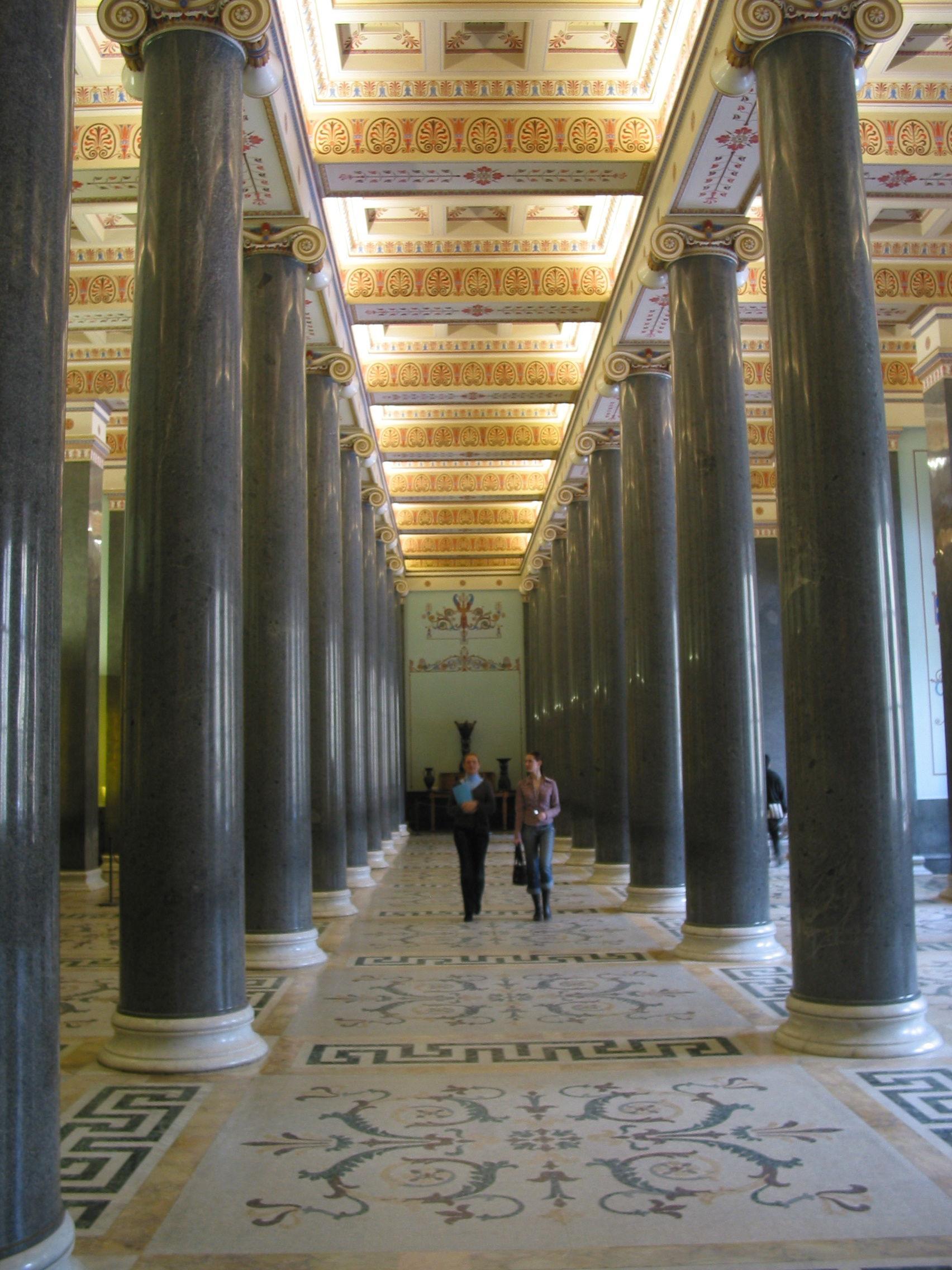
راهروی بیست ستون

## فراز و نشیب‌های قرن بیستم
در طی انقلاب روسیه در سال ۱۹۱۷، موزهٔ سلطنتی ارمیتاژ جزو اموال خصوصی اعلام شد. پس از ملی شدن مجموعه‌های هنری عمومی ملی، دامنه آثار موجود در موزه وسعت بیشتری یافت. به خصوص ورود هنر مدرن از کلکسیون‌هایی چون مجموعه هنری سرگئی شکوکین و ایوان موروزوف بسیار جالب توجه بود. از جمله آثار اضافه شده به موزه می‌توان از اکثر آثار سال‌های اخیر گوگن، ۴۰ اثر سبک کوبیسم پابلو پیکاسو و آثاری مشهور از بزرگان هنر مدرن مانند تابلو «رقص» اثر ماتیس و «کافه شبانه» اثر ون گوگ اشاره کرد.
حکومت شوروی توجه چندانی به نگهداری از هنر منحط طبقه بورژواً نداشت. به دستور ژوزف استالین تعدادی از با ارزش‌ترین آثار موجود در موزهٔ ارمیتاژ در خارج از کشور به فروش رسید. از جمله این آثار می‌توان شاهکارهای بی رقیبی چون «آلبا مدوناً اثر رافائل،» ونوس در مقابل آینه «اثر تیشین و «بشارت» اثر ون ایک را نام برد.
بسیاری از این آثار که توسط اندرو ملون تهیه شد، اکنون هسته مرکزی گالری هنر ملی در واشینگتن را تشکیل داده‌است. از دیگر موارد از دست رفته موزه که البته موارد مشابه آن‌ها یافت می‌شود می‌توان به هزاران اثر هنری که از موزه ارمیتاژ خارج شده و به موزه پوشکین در مسکو و موزه‌های دیگری در سراسر اتحاد شوروی فرستاده شد اشاره کرد. تعدادی از کلکسیون‌های موزه نیز در طی محاصره لنینگراد در جنگ جهانی دوم، هنگامی که ساختمان موزه به عنوان پناهگاه در مقابل حمله هوایی استفاده شد، قربانی بمباران شد.
این دوره غم‌انگیز در تاریخ موزه آرمیتاژ در سال ۱۹۴۵ به پایان رسید. در این زمان دولت کوشش می‌کرد با انتقال دادن تعدادی از آثار هنری به موزه که در طی جنگ جهانی دوم توسط ارتش سرخ از آلمان تصرف شده بود، خسارات وارده را جبران کند. گرانقیمت‌ترین بخش این غنیمت جنگی نقاشیهای هنرمندان امپرسیونیست بود که از مجموعه‌های خصوصی طبقه ممتاز آلمان به دست آمده بود.
این نقاشی‌ها تا سال ۱۹۹۵ که موزه آن‌ها را در معرض دید عموم قرار داد، گمشده تلقی می‌شدند. به گفته دولت روسیه این آثار تنها می‌توانند بخش کوچکی از خسارات جبران‌ناپذیری که تهاجم آلمان به میراث فرهنگی روسیه وارد کرده‌اند- از جمله تخریب کامل کاخها و باغ‌های پترهوف و تزارسکو سلو را جبران کند. از طرفی دولت روسیه قانونی را تصویب کرد که به موجب آن بازگرداندن این آثار به صاحبان قبلی آن ممنوع اعلام شده‌است زیرا این افراد به خاطر تأمین هزینه رژیم نازی گناهکار شناخته شده‌اند.

## ورود به قرن ۲۱
در سال‌های اخیر، ارمیتاژ بیش از پیش توسعه یافته و عمارت ستاد فرماندهی را نیز دربر گرفته‌است و به انجام پروژه‌های بزرگی در خارج از کشور نیز پرداخته‌است که موزهٔ ارمیتاژ گوگنهایم در لاس وگاس، اتاق‌های ارمیتاژ در خانه سامرست در لندن و ارمیتاژ آمستردام در هلند از آن جمله‌اند.
مقامات موزه در ماه ژوئیه سال ۲۰۰۶ اعلام کردند که ۲۲۱ فقره آثار کوچک مانند جواهرات، شمایل‌های ارتودوکس، ظروف نقره و اشیائی با میناکاری فراوان از موزه به سرقت رفته‌است. ارزش این اشیاء که تاکنون یافته نشده‌اند، ۵۴۳ هزار دلار برآورد شده‌است.

## مجموعه‌ها

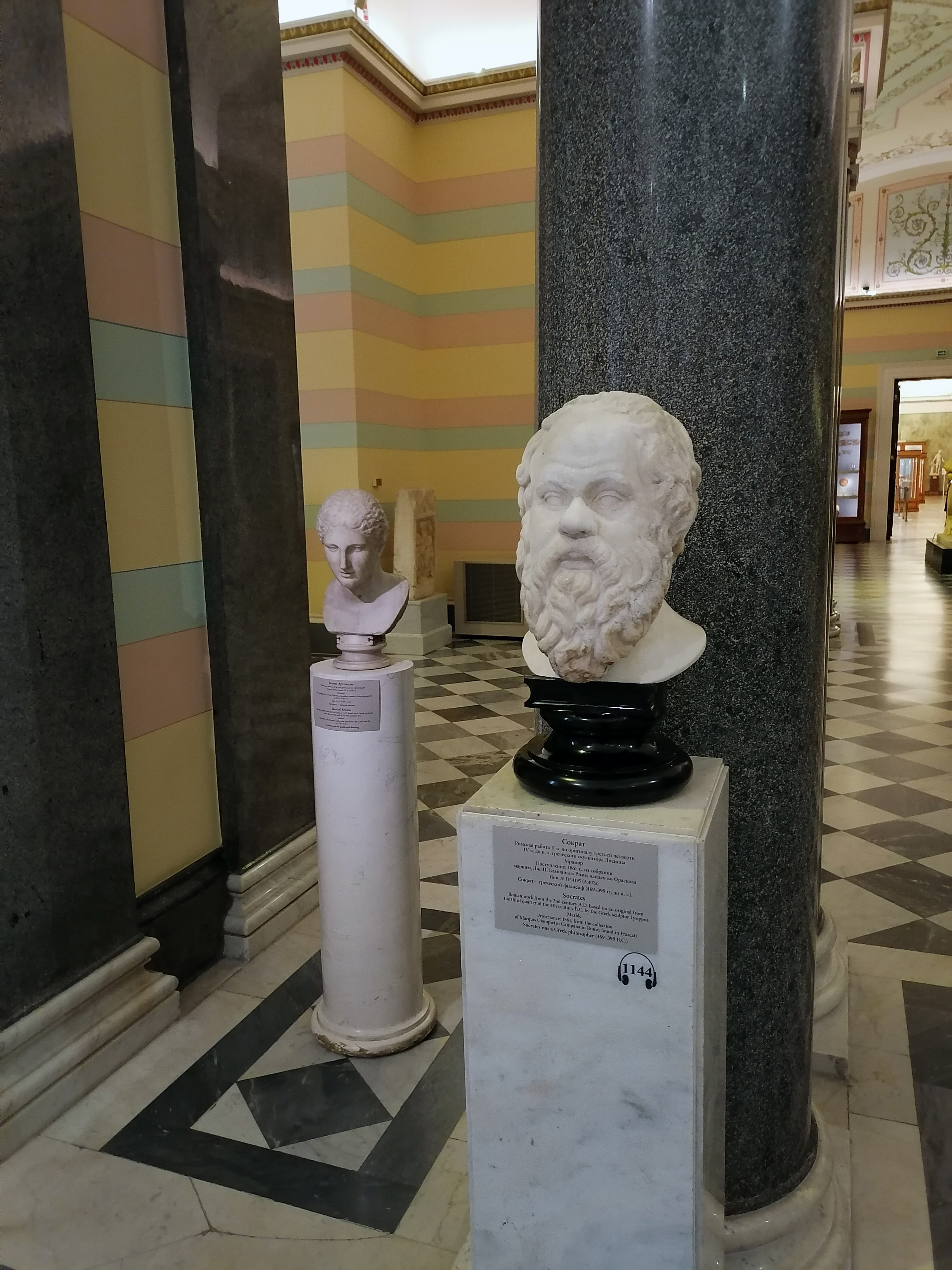
سردیس سقراط فیلسوف یونانی

مجموعه هنرهای اروپای غربی شامل نقاشی و مجسمه‌سازی و هنرهای کاربردی اروپایی، از قرن ۱۳تا ۲۰ است. حدود ۱۲۰ اتاق در طبقه‌های اول و دوم، چهار ساختمان اصلی نمایش داده می‌شود.
- نقاشی‌ها و چاپ‌ها (در نمایشگاه‌های موقت به نمایش در می‌آید.)
- آثار نقاشی (بزرگترین مجموعه موزه است)
- مجموعه سکه‌شناسی (حدود یک سوم از کل این آثار را تشکیل می‌دهد)
- آثار گرافیکی
- مجسمه‌ها
- آثار هنری کاربردی
- آثار باستانی

## نگارخانه

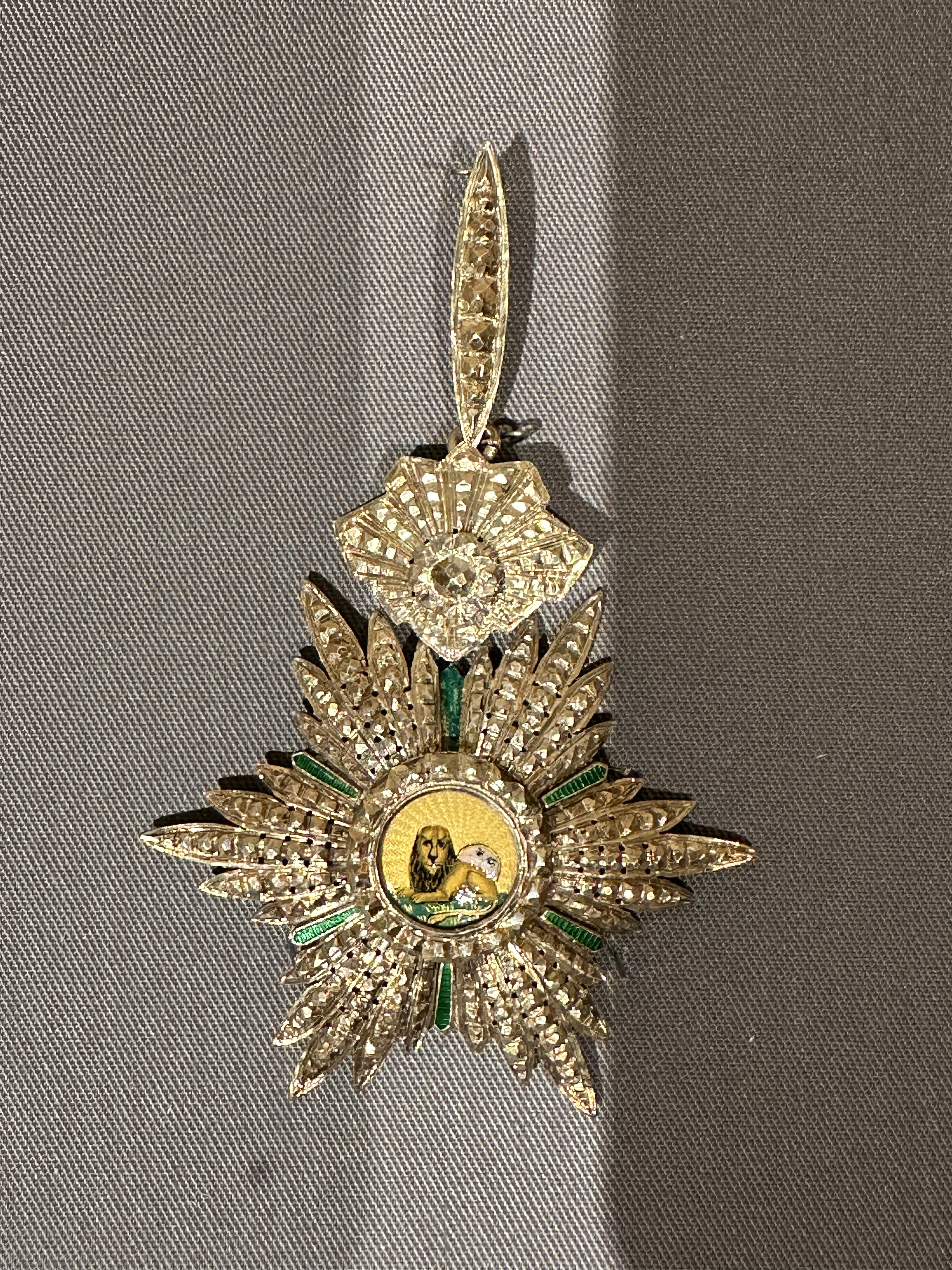
آویزشیر و خورشید متغلق به دوران قاجار در موزه ارمیتاژ

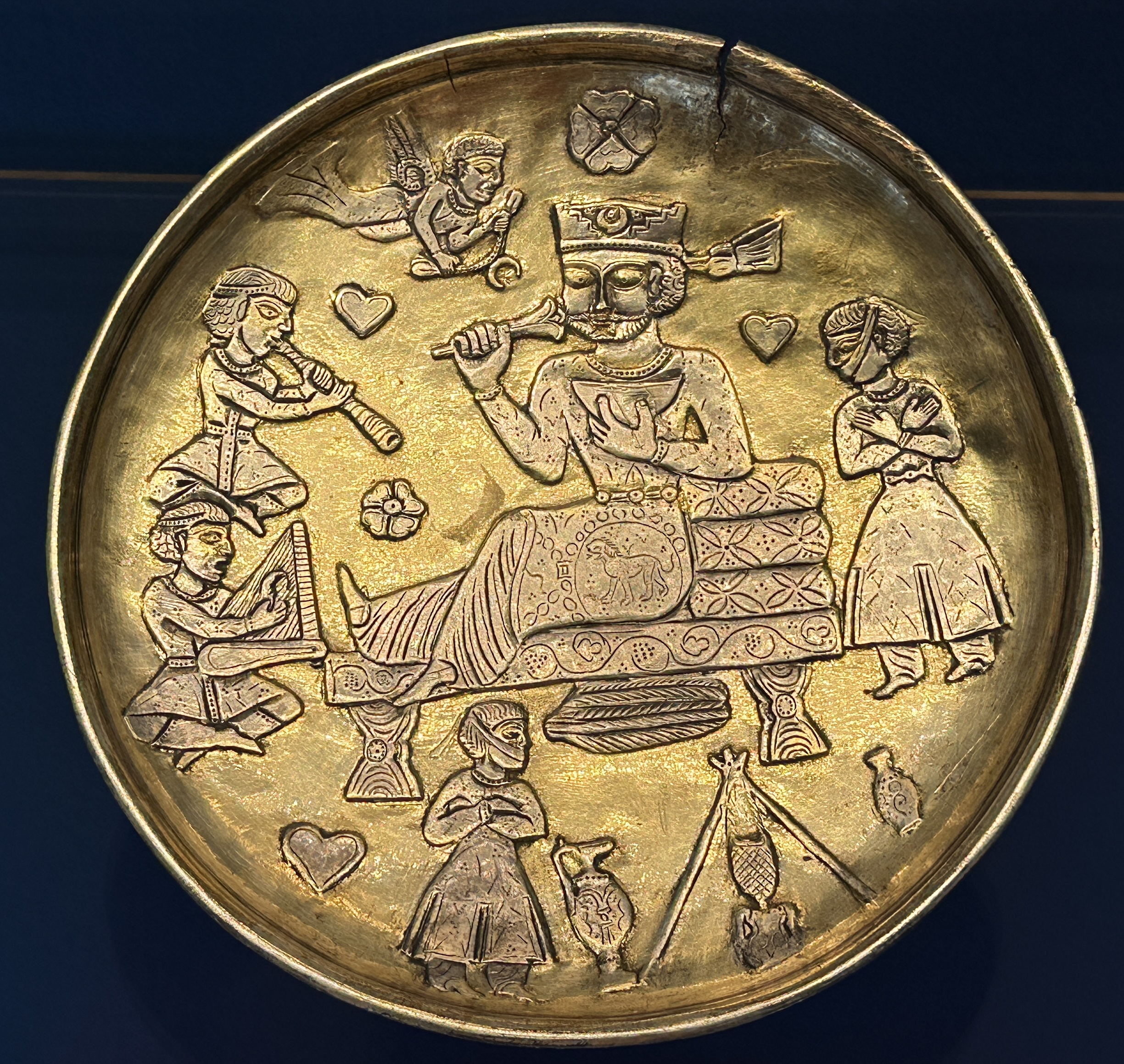
بشقابی نقره‌ای با نقش شاهی بر تخت‌نشسته که توسط خنیاگران و خدمتکاران احاطه شده

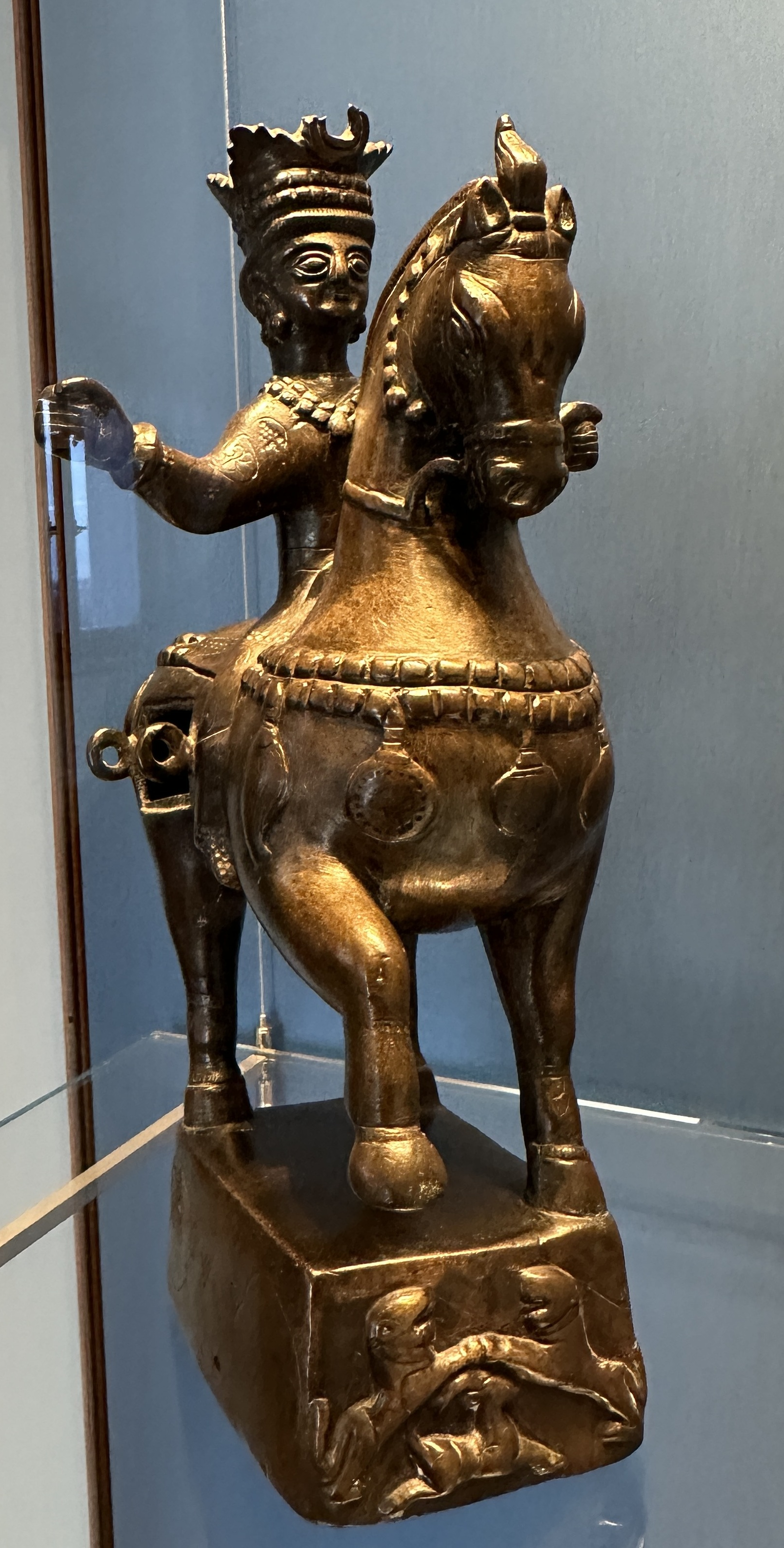
عودسوز با چهره‌ای شبیه به شاهنشاه خسروپرویز

خانهٔ سفید در شب ۱۸۹۰ م. اثر ونسان ون گوگ
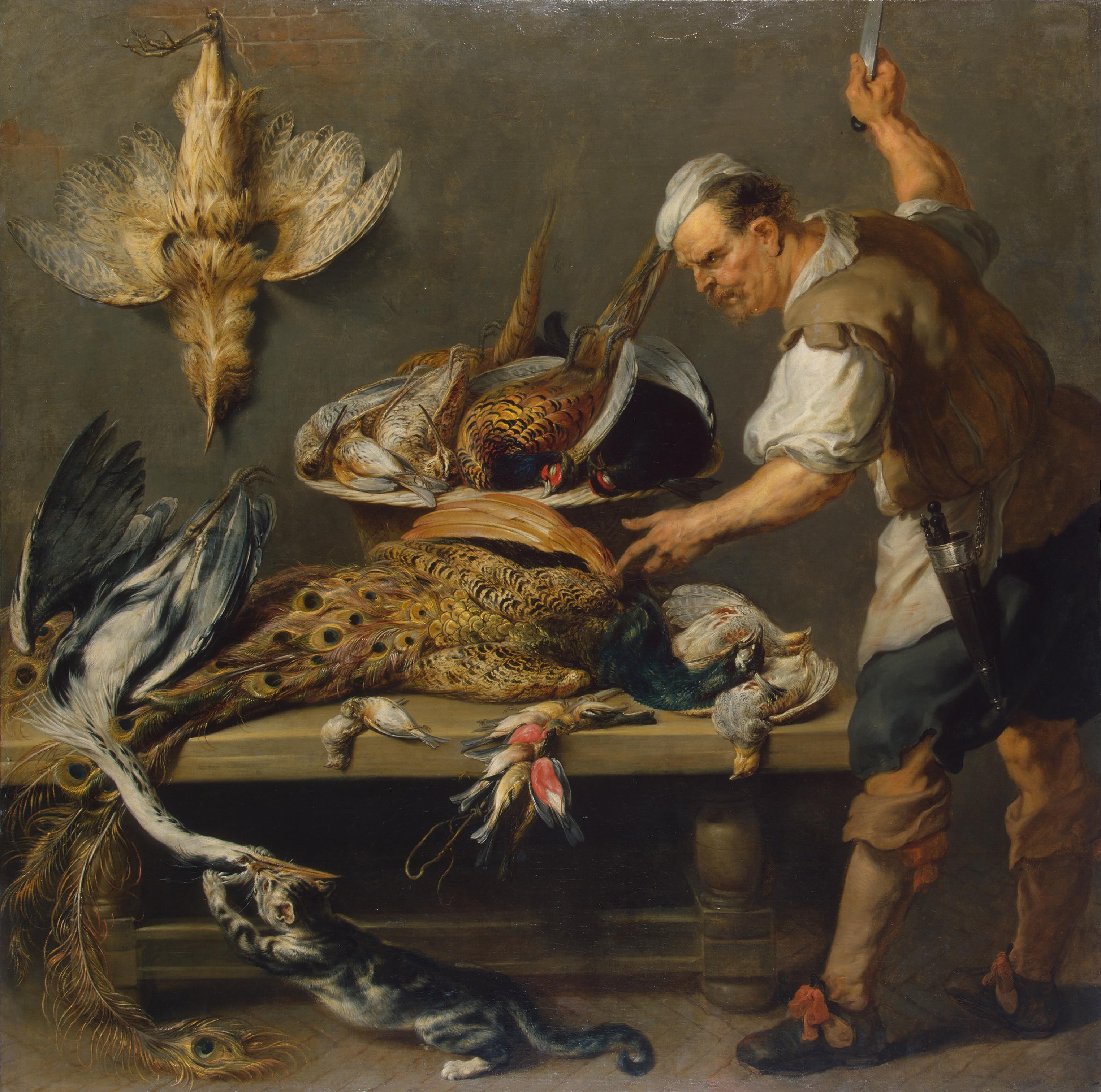
آشپزی با شکار مرده روی میز آشپزخانه
بین سال‌های ۱۶۳۴ و ۱۶۳۷ م.

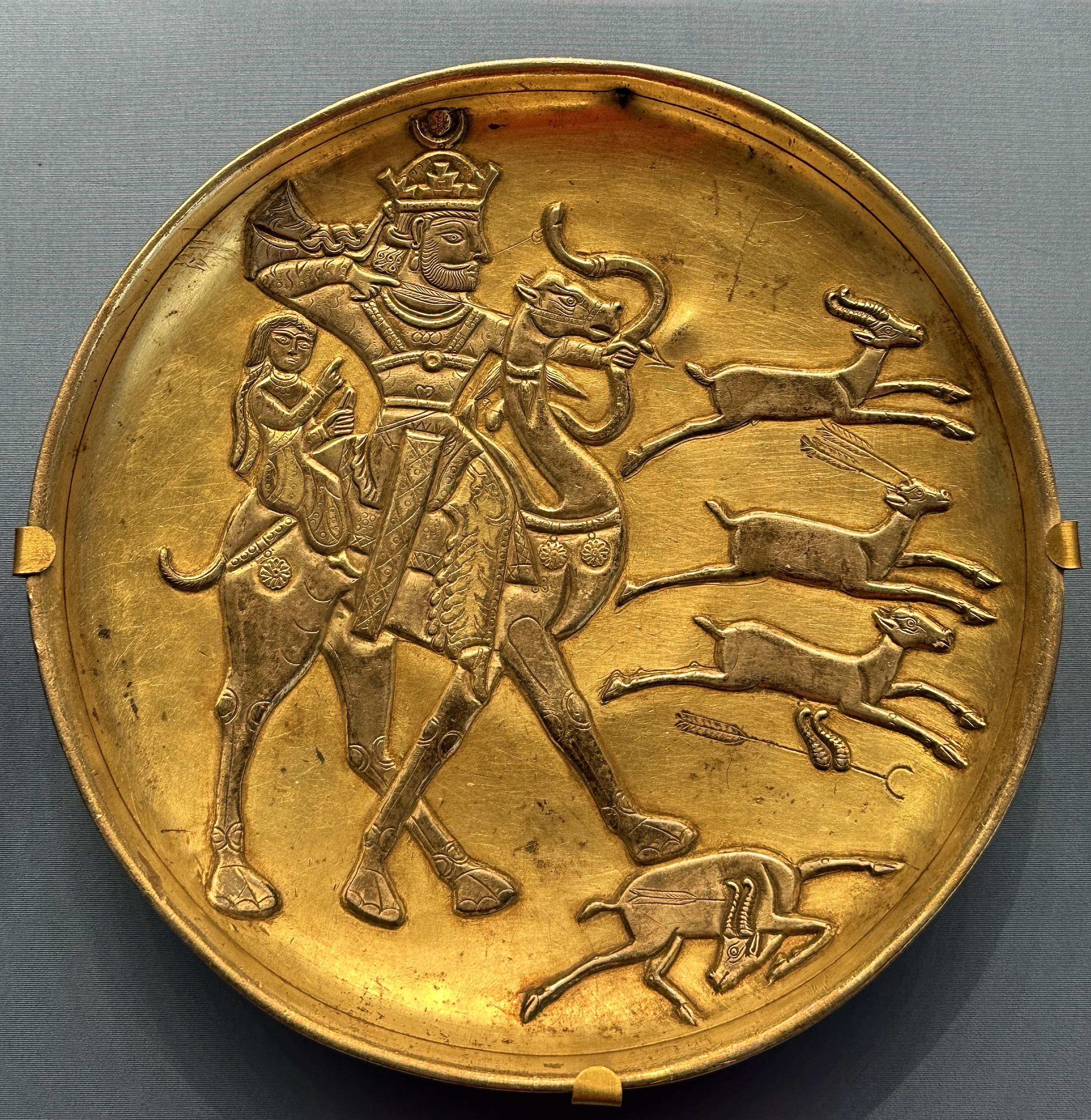
بشقابی نقره‌ای با نقش بهرام گور و آزاده در حال شکار

اثر فرانس اسنایدر